# Pilar Montenegro
María del Pilar Montenegro López conocida como Pilar Montenegro (Ciudad de México, 31 de mayo de 1972) es una cantante y actriz mexicana, exintegrante de las agrupaciones Fresas con crema y Garibaldi.

## Desarrollo artístico
En 1988 se unió al grupo Fresas con Crema junto a Andrea Legarreta sustituyendo ambas a Claudia Fernández, después en ese mismo año sale de este grupo para unirse a Garibaldi.
En 1994 debutó como actriz en la telenovela Volver a empezar, interpretando a Jessica, siendo éste un rol de villana.
En 1996 se separa del grupo Garibaldi y participó en Televisa en la telenovela Marisol como Zulema, una de las villanas de la trama.
En 1997 se hace conocer como solista con el disco titulado "De amarte".
En 1998 se integró a la telenovela infantil Gotita de amor, donde interpretó su tercer rol de villana.
El 2002 marcó el exitoso retorno a los escenarios de Pilar Montenegro, que regresaba como solista y quien no sólo obtuvo un disco de platino por las ventas de su álbum Desahogo, primer lanzamiento pop de Univision Records, sino también se convirtió en la primera y única artista latina que ha logrado mantenerse en el primer lugar del Hot Latin Tracks de la revista estadounidense Billboard durante once semanas consecutivas con el sencillo “Quítame ese hombre”. Asimismo, Pilar logró encabezar simultáneamente las listas de popularidad tanto en su natal México como España, Centro y Sudamérica. Ese mismo año actuó en la telenovela Te amaré en silencio. 
En el año 2004 es llamada para interpretar el tema de entrada de la telenovela Prisionera, producida por Telemundo. 
En el año 2010 regresó a la cadena Televisa realizando una participación especial como villana en la telenovela Soy tu dueña y en 2012 realizó otra participación especial, esta vez en la telenovela Que bonito amor.
En octubre de 2013, en México, llevó a cabo su última presentación en público en la obra teatral El comitenorio, tras lo cual abandonó tanto su vida artística como las entrevistas y cualquier tipo de exposición pública.
En junio de 2018, durante una entrevista respecto al reencuentro del grupo Garibaldi, sus excompañeros desmintieron los rumores respecto a un supuesto padecimiento hereditario en etapa terminal que la tenía en silla de ruedas, sin embargo confirmaron que el motivo de su retiro se debía a que padece esclerosis múltiple y que por ello decidió priorizar su salud por encima de su carrera. A pesar de la progresión de su enfermedad, que posteriormente se confirmó realmente como Ataxia, en 2022 aún se mantiene activa en redes sociales.

## Premios y nominaciones
Postulada a cuatro de los galardones más importantes de la decimoquinta edición de “Premios lo Nuestro A La Música Latina 2003”, Pilar Montenegro no sólo ganó el premio de “Artista Femenina del Año” en la categoría de música regional mexicana, sino que se convirtió en la primera artista en la historia de los premios en llevarse el premio a “Canción del Año” en los géneros pop y regional mexicana.
Los galardones y postulaciones a premios dentro de la industria musical no dejan de reconocerla, siendo la única cantante que recibe cuatro nominaciones en dos categorías de la decimoquinta edición de "Premios Lo Nuestro A La Música Latina", la primera entrega de premios a la música latina realizada en los Estados Unidos.
En esta ocasión, Pilar batió el récord al recibir la nominación para “Canción del Año” con “Quítame ese hombre” y para “Artista Femenina del Año” en las categorías pop y regional mexicana.

## Discografía
- 1996 Son del corazón
- 2002 Desahogo
- 2004 Pilar
- 2005 EuroReggaeton
- 2006 South Beach
- 2010 Siempre tuya

## Telenovelas
- Volver a empezar (1994-1995) - Jessica
- Marisol (1996) - Zulema Chávez
- Gotita de amor (1998) - Arcelia Olmos
- Te amaré en silencio (2002) - Paola
- Soy tu dueña (2010) - Arcelia Olivares
- Qué bonito amor (2013) - Wanda

## Obras de teatro
- 1979 Anita la huerfanita
- 2004 Mulan
- 2006 Noche de Salón México
- 2013 El Comitenorio

## Cine
- 1993 Donde quedo la bolita - Pilar

## Premios y reconocimientos
- 2003 Premios Billboard a la música latina Tema del año "Quitame ese hombre"
- 2003 Premios Billboard a la música latina Álbum Pop del año Femenino Desahogo
- 2003 Premios Billboard a la música latina Álbum pop del año del artista revelación Desahogo
- 2003 Premio Lo Nuestro Artista femenina del año Pilar Montenegro ganado
- 2003 Premio Lo Nuestro Canción del año "Quitame ese hombre" ganado